# Cameron Island, Nunavut
Cameron Island är en ö i Kanada.   Den ligger i territoriet Nunavut, i den norra delen av landet, 3 700 km nordväst om huvudstaden Ottawa. Ön har en yta på 1 059 km²
Terrängen på Cameron Island är platt. Öns högsta punkt är 190 meter över havet. Den sträcker sig 41,0 kilometer i nord-sydlig riktning, och 43,5 kilometer i öst-västlig riktning.
Trakten runt Cameron Island består i huvudsak av gräsmarker. Trakten runt Cameron Island är nära nog obefolkad, med mindre än två invånare per kvadratkilometer.